# I-56 (sous-marin, 1928)
Pour les articles homonymes, voir I-56 (sous-marin).
Le I-56 (イ-56) (plus tard renommé I-156) est un sous-marin japonais de la classe Kaidai (伊号第五三潜水艦, I-gō Dai-Hyaku-gojūsan sensuikan, classe I-53/I-153) de la sous-classe Kaidai IIIb (Type KD3b, Kaidai 3 gata b (海大III型b?)) construit pour la marine impériale japonaise.
Pendant la Seconde Guerre mondiale, il a soutenu les forces japonaises pendant l'invasion de la Malaisie en décembre 1941 et la campagne des Indes orientales néerlandaises au début de 1942.

## Contexte
Après la Première Guerre mondiale, la marine impériale japonaise a réévalué l'utilisation de la guerre sous-marine comme élément de stratégie de flotte en raison du déploiement réussi de croiseurs-sous-marins à long rayon d'action pour les raids commerciaux des principales marines de combat. Les stratèges japonais en sont venus à réaliser les possibilités d'utilisation de l'arme pour la reconnaissance à longue portée, et dans une guerre d'usure contre une flotte ennemie qui s'approchait du Japon. Deux grands sous-marins japonais à longue portée avaient déjà été construits dans le cadre du programme de la flotte des Huit-six en tant que prototypes (I-51 et I-52), mais l'arrivée le 20 juin 1919 de sept U-boote allemands reçus par le Japon en réparation de guerre à la fin de la Première Guerre mondiale a conduit à une refonte complète. Les Japonais ont rapidement embauché des centaines d'ingénieurs et de techniciens de sous-marins allemands et d'anciens officiers de sous-marins allemands au chômage à la suite de la défaite de l'Allemagne pendant la Première Guerre mondiale, et les ont fait venir au Japon dans le cadre de contrats de cinq ans. L'ONI (Office of Naval Intelligence) américain a estimé que quelque 800 conseillers allemands s'étaient rendus au Japon à la fin de 1920. Les Japonais ont également envoyé des délégations en Allemagne, et ont participé activement à l'achat de nombreux brevets.

## Description
Les sous-marins de la sous-classe KD3B ont été des sous-marins de croisière de conception japonaise produits en série. Ils étaient essentiellement des reproductions de la précédente sous-classe KD3A avec des modifications mineures pour améliorer la tenue en mer.
Ils ont un déplacement de 1 829 tonnes en surface et 2 337 tonnes en immersion. Les sous-marins mesuraient 100 mètres de long, avaient une largeur de 8 mètres et un tirant d'eau de 4,82 mètres. Les sous-marins permettaient une profondeur de plongée de 60 m et un possédaient un effectif de 60 officiers et membres d'équipage. La coque avait presque les mêmes dimensions extérieures que celle du I-52, mais l'épaisseur accrue de la coque intérieure permettait une profondeur de plongée de 60 mètres. Le volume intérieur a été légèrement augmenté en rendant la coque légèrement trapézoïdale en section transversale, au prix de 300 tonnes de déplacement supplémentaire. Les différences externes comprenaient un coupe filet anti-sous-marin à la proue, ainsi qu'un joint torique pour le remorquage.
Sulzer a été retenu comme fabricant des moteurs diesel, dont les performances étaient légèrement supérieures à celles des moteurs du I-52. Pour la navigation de surface, les sous-marins étaient propulsés par deux moteurs diesel de 3 400 cv (2 535 kW), chacun entraînant un arbre d'hélice. En immersion, chaque hélice était entraînée par un moteur électrique de 900 chevaux-vapeur (671 kW). Ils pouvaient atteindre 20 nœuds (37 km/h) en surface et 8 nœuds (15 km/h) sous l'eau. En surface, les KD3A avaient une autonomie de 10 000 milles nautiques (19 000 km) à 10 noeuds (19 km/h); en immersion, ils avaient une autonomie de 90 milles nautiques (170 km) à 3 noeuds (5,6 km/h).
Les sous-marins étaient armés de huit tubes lance-torpilles internes de 53,3 cm, six à l'avant et deux à l'arrière. Ils transportaient une recharge pour chaque tube, soit un total de 16 torpilles. Ils étaient également armés d'un canon de pont de 120 mm (4,7 in) pour le combat en surface.

## Construction
Construit par l'Arsenal naval de Kure au Japon, le I-56 a été mis sur cale le 3 novembre 1926 et est renommé I-56 avant la fin de l'année. Il a été lancé le 23 mars 1928, achevé et mis en service le 31 mars 1929 et est rattaché au district naval de Kure. Le capitaine de corvette (海軍少佐 (Kaigun-shōsa)) Kouda Takero prend le commandement du sous-marin.

## Histoire de service
Lors de sa mise en service, le I-56 est affecté à la 19e division de sous-marins. Le 15 novembre 1935, le sous-marin est réassigné au 1er escadron de sous-marins de la 1re Flotte.
Le 7 février 1936, à 27 milles nautiques au sud-est du phare de Daiosaki à Honshu, lors de manœuvres navales, les I-56 et I-53 s'affrontent à 10h16 alors qu'ils font surface par visibilité limitée. Les deux sous-marins subissent des dommages mineurs.
le 15 novembre 1939, la 19e division de sous-marins est réaffectée au 4e escadron de sous-marins de la 1re Flotte. En novembre 1941, il est toujours affecté à la 19e division de sous-marins du 4e escadron de sous-marins, avec le I-57 et I-58. La division a quitté sa base de Samah sur l'île Hainan, en Chine, le 1er décembre pour sa zone de patrouille au large de Trengganu, en Malaisie.
Le 7 décembre 1941, le I-56 aperçoit et attaque un sous-marin néerlandais (probablement le HNLMS K XVII du Lieutenant Commander Henri C. Besançon) au large de la côte est de la Malaisie, mais le rate. Le 11 décembre 1941, le I-56 bombarde et coule le marchand norvégien Hai Tung de 1 186 tonneaux en route de Bangkok, dans le Siam (aujourd'hui Thaïlande) vers Singapour avec une cargaison de riz et de fournitures générales à la position géographique de 5° 08′ N, 104° 32′ E avec ses 50 hommes d'équipage. Le 14 décembre 1941, au petit matin, l'opérateur de l'hydrophone du sous-marin hollandais HNLMS K XII du Lieutenant Commander Henry C. J. Coumou détecte une faible trace d'hélices. Vers 11 heures, un périscope est aperçu à tribord. Coumou se dirige droit dessus pour tenter d'éperonner l'adversaire. Le K-XII arrive à 100 mètres près. Soudain, le périscope de l'ennemi apparaît à bâbord. Coumou abandonne son attaque et zigzague en s'éloignant.
Le 20 décembre 1941, le I-56 arrive dans la baie de Cam Ranh en Indochine française, puis le 28 décembre, il quitte Cam Ranh pour sa deuxième patrouille de guerre afin de former une zone de surveillance contre les navires alliés dans la région de Tjilatjap en Java.
Le 4 janvier 1942, il est dans l'Océan Indien, au sud de Java. Le I-56 bombarde et coule le cargo britannique Kwangtung de 2 626 tonneaux à la position géographique de 9° 12′ S, 111° 10′ E. Le 5 janvier 1942, à 35 milles nautique (64 km) au sud-est de Tjilatjap, tôt le matin, le I-56 fait surface et bombarde le navire marchand hollandais Tanimbar de 8 169 tonneaux. Le Tanimbar riposte et le I-56 plonge pour échapper aux dégâts. Le 8 janvier 1942, à 70 milles nautiques (130 km) au sud-ouest de Tjilatjap, vers 6 heures du matin, le I-56 torpille le navire à vapeur néerlandais de 3 032 tonneaux Van Rees, sans escorte en route de Tjilatjap vers le port d'Emmahaven à Padang. Après avoir reçu un coup à la salle des machines où six marins sont tués, le navire à vapeur prend une gîte sur bâbord et coule à la position géographique de 7° 53′ S, 106° 11′ E. Le I-56 fait surface et le lieutenant Commander Ohashi interroge les survivants sur leur cargaison et leur destination. Vers 21h00, le I-56 bombarde et coule le navire à passagers néerlandais Van Riebeeck de 2 263 tonneaux à la position géographique de 8° 11′ S, 108° 47′ E. Treize marins sont tués lors de l'attaque, les survivants sont secourus par le poseur de mines néerlandais HNLMS Willem van der Zaan (ML-2).
Le 12 janvier 1942, au large de Bali, dans l'après-midi, le I-56 lance une torpille sur un navire marchand néerlandais de 2 065 tonneaux, le Patras, en route de Surabaya vers Tandjong Priok (Batavia), Java. Le capitaine du Patras repère la torpille et parvient à l'esquiver. Le I-56 fait surface et ouvre le feu avec son canon de pont. Le Patras tente de distancer le sous-marin à sa vitesse maximale de 13 nœuds, mais il est touché plusieurs fois à l'arrière et un incendie se déclare. Soudain, un avion de patrouille néerlandais Dornier Do-24K fait son apparition. Le I-56 s'immerge, mais l'avion n'a pas de grenades sous-marines. Après le départ du Dornier, le I-56 refait surface et tire deux obus à fragmentation sur le Patras alors qu'il s'approche du port de Banjoewangi. Les dommages au Patras sont mineurs, personne n'est tué, mais quelques membres de l'équipage sont blessés. Le I-56 est de retour le 18 janvier 1942 à Cam Ranh.
Le I-56 quitte Cam Ranh le 31 janvier 1942 pour sa troisième patrouille de guerre au large du détroit de Sunda avec le groupe "A". Il se ravitaille en carburant à la base avancée d'Anambas, puis navigue dans le canal de Lombok et arrive le 2 février 1942 à l'entrée sud du détroit de la Sonde. Le 4 février 1942, le I-56 bombarde et endommage le navire marchand hollandais Togian de 979 tonneaux, qui navigue avec le convoi JS 1, à destination de Singapour, parti de Colombo la veille. Le Togian est ensuite sabordé à Koepang.
Le 8 février 1942 débutent les invasions de Sumatra et de Java, aux Indes orientales néerlandaises. La force orientale des Indes orientales néerlandaises du vice-amiral Takahashi Ibo envahit Bali le 19 février. La force occidentale du vice-amiral Ozawa Jisaburo, avec un assaut aérien, s'empare des raffineries de pétrole à Palembang, à Sumatra le 14 février, puis débarque à Bantam Bay, Merak et Eretenwetan et prend la capitale Batavia le 5 mars.

Le 11 février 1942, le I-56 rapporte une attaque sur un marchand allié au large de l'entrée sud du détroit de la Sonde. Le 21 février 1942, le I-56 arrive à Staring Bay à Kendari, à Célèbes, pour des réparations et un réapprovisionnement. Le 5 mars 1942, il quitte Staring Bay pour la région de Tjilatjap, Java, pour sa quatrième patrouille.

Le 9 mars 1942, le I-56 aperçoit le canot de sauvetage de 30 pieds du 'Scorpion, transportant un groupe de douze aviateurs alliés dirigé par le commandant d'escadre John R. Jeudwine du 84e escadron de la RAF, qui s'échappe de Tjilatjap, Java, pour se rendre à Roebourne, en Australie-Occidentale. Le Lieutenant Commander Ohashi ordonne de faire surface et observe personnellement le canot de sauvetage à l'aide de jumelles avant de le laisser passer.
Le 10 mars 1942, le 4e escadron de sous-marins est dissout. Le I-56 est réaffecté au 5e escadron de sous-marins dans la 19e divisions de sous-marins avec le I-57 et le I-58.
Le 20 mai 1942, le I-56 a été renuméroté I-156.
Le 1er avril 1945, le I-156 est réaffecté à la 34e division de sous-marins.
En mai-août 1945, le I-156 est configuré pour transporter deux torpilles humaines Kaiten pour des attaques suicides. Il effectue trois transports de Kaiten d'Ozushima vers des bases côtières le long de la côte de Kyushu.
Pendant le mois de juillet 1945, les équipages des sous-marins I-156, I-157, I-158, I-159 et I-162 se sont entraînés à lancer des Kaiten en combat contre la flotte d'invasion américaine.
Le 15 août 1945, la Seconde Guerre mondiale a pris fin avec l'annonce Gyokuon-hōsō par l'empereur Hirohito de la cessation des hostilités entre le Japon et les Alliés. Le Japon s'est officiellement rendu lors d'une cérémonie à bord du cuirassé USS Missouri dans la baie de Tokyo le 2 septembre 1945.
La 34e division de sous-marins est dissoute. Le I-156 est transféré à la 15e division de sous-marins.
Le sous-marin a survécu à la guerre. Il a été retiré de la liste de la marine le 30 novembre 1945. Le 1er avril 1946, il a participé à l'opération Road's End. Le sous-marin a été remorqué de Sasebo à une zone au large de Goto Retto où il a été sabordé par les tirs du ravitailleur de sous-marins USS Nereus. Ses coordonnées de naufrage sont approximativement la position géographique de 32° 37′ N, 129° 17′ E.